# Lothaire le Boiteux
Lothaire le Boiteux (v.848-†865). Quatrième fils du roi carolingien Charles II le Chauve et d'Ermentrude d'Orléans.
Né infirme, il est tout destiné à la vie religieuse et devient abbé de Montier-en-Der et de l'abbaye Saint-Germain d'Auxerre.